# I Like Me Better
《I Like Me Better》是美国创作型歌手萊奧夫的一首歌曲，收录于他的合辑《I Met You When I Was 18 (The Playlist)》中，于2017年5月19日发行。

## 背景与创作
谈及歌曲，萊奧夫表示，在创作歌曲时，他“没有概念，没有歌词，没有想法”。他只是想写一些新的合成器音乐，并将它放入鼓点循环中，然后便创作完成了歌曲中类似于海豚鸣叫的那段旋律。萊奧夫起初想将这段旋律给砍掉，但后来发现这段旋律实在太棒了。于是在手机录制了这段旋律的样本，并用电脑处理了其中的杂音。这首歌曲也就成了他创作最快的一首歌曲。
音乐上，《I Like Me Better》是一首电子流行歌曲，其歌词的创作灵感源于萊奧夫搬去纽约读书时的一段情感，萊奧夫在搬去纽约之后的两个月第一次爱上了一个人，他感到自己就像大一新生一般，不知道自己是谁，想要成为什么样的人。但是和那个人在一起时，他更喜歡那時候的自己了。

## 商业表现
歌曲在《告示牌》榜外單曲榜在榜数周之后，于2018年2月24日空降《告示牌》百强单曲榜第96位，并最终达到了其最高排位27位。而在主流四十強單曲榜，歌曲在在榜35周之后进入了前10，打破了该榜单最长时间进入前10歌曲的记录。
流媒体方面，截至2020年11月歌曲在Spotify获得了超過10亿次收听人次。

## 宣传
萊奧夫在许多电视节目现场表演了歌曲，包括《吉米·法倫今夜秀》2018年青少年选择奖等。
歌曲曾被用在Android Auto的广告中，并在Netflix浪漫喜剧《致所有我曾爱过的男孩》的预告片中使用。

## 榜单
| 榜单（2017年-2018年）                | 最高 排位 |
| ------------------------------------ | --------- |
| 澳大利亚（澳大利亚唱片业协会單曲榜） | 8         |
| 奥地利（Ö3四十强单曲榜）             | 5         |
| 比利时佛兰德（Ultratop五十强单曲榜） | 30        |
| 比利时瓦隆（Ultratop五十强单曲榜）   | 48        |
| 加拿大（Canadian Hot 100）           | 62        |
| 捷克（百強數位單曲榜）               | 31        |
| 捷克（電台百強單曲榜）               | 89        |
| 丹麥（Hitlisten单曲榜）              | 27        |
| 法国（法國唱片出版業公會）           | 117       |
| 匈牙利（四十強單曲榜）               | 40        |
| 匈牙利（四十強串流榜）               | 31        |
| 爱尔兰（愛爾蘭唱片音樂協會）         | 33        |
| 意大利（意大利音乐产业联盟）         | 92        |
| 荷兰（百强单曲榜）                   | 57        |
| 新西兰（新西兰唱片音乐协会）         | 13        |
| 挪威（世道單曲榜）                   | 24        |
| 罗马尼亚（媒体森林电台榜）           | 10        |
| 蘇格蘭（官方榜单公司單曲榜）         | 54        |
| 斯洛伐克（電台百強單曲榜）           | 26        |
| 斯洛伐克（百強數位單曲榜）           | 17        |
| 瑞典（瑞典最熱榜）                   | 25        |
| 瑞士（瑞士热门音乐榜）               | 23        |
| 英國（官方榜单公司單曲榜）           | 58        |
| 美国（《告示牌》百大單曲榜）         | 27        |
| 美國（《告示牌》成人當代單曲榜）     | 5         |
| 美國（《告示牌》Adult Pop Airplay）  | 2         |
| 美國（《告示牌》Dance Club Songs）   | 35        |
| 美國（《告示牌》Pop Airplay）        | 7         |

| 榜单（2017年）                       | 排位 |
| ------------------------------------ | ---- |
| 澳大利亞（澳大利亞唱片業協會單曲榜） | 59   |
| 奧地利（Ö3四十強單曲榜）             | 27   |
| 丹麥（Tracklisten）                  | 82   |
| 德國（官方德國榜單）                 | 42   |
| 瑞典（瑞典最熱榜）                   | 92   |
| 瑞士（瑞士熱門音樂榜）               | 96   |

| 榜单（2018年）                       | 排位 |
| ------------------------------------ | ---- |
| 澳大利亞（澳大利亞唱片業協會單曲榜） | 74   |
| 爱沙尼亚（国际唱片业协会）           | 72   |
| 罗马尼亚（百强电台榜）               | 29   |
| 瑞士（瑞士熱門音樂榜）               | 95   |
| 美國（《告示牌》百強單曲榜）         | 35   |
| 美國（《告示牌》主流四十強單曲榜）   | 22   |

## 销售认证
| 地區                                                       | 认证    | 认证单位/销量 |
| ---------------------------------------------------------- | ------- | ------------- |
| 澳大利亚（澳大利亚唱片业协会）                             | 4× 白金 | 280,000‡      |
| 奥地利（國際唱片業協會奧地利分會）                         | 金      | 15,000‡       |
| 比利时（比利時唱片音樂協會）                               | 白金    | 30,000‡       |
| 加拿大（加拿大音乐协会）                                   | 2× 白金 | 0‡            |
| 法国（法國唱片出版業公會）                                 | 金      | 75,000‡       |
| 德国（聯邦音樂產業協會）                                   | 白金    | 400,000‡      |
| 意大利（意大利音乐产业联盟）                               | 金      | 25,000‡       |
| 新西兰（新西兰唱片音乐协会）                               | 白金    | 30,000‡       |
| 挪威（國際唱片業協會挪威分会）                             | 白金    | 60,000‡       |
| 英国（英国唱片业协会）                                     | 银      | 200,000‡      |
| 美国（美國唱片業協會）                                     | 白金    | 1,000,000‡    |
| *僅含認證的實際銷量 ^僅含認證的出貨量 ‡僅含認證的+實際銷量 |         |               |

## 外部連結
- YouTube上的官方音乐录像带